# UGM-27C Polaris A-3
UGM-27C Polaris A-3 – amerykański dwustopniowy pocisk balistyczny pośredniego zasięgu klasy SLBM na paliwo stałe. Uzbrojony w trzy wcelowywane w jeden cel głowice jądrowe (MRV) W58 o mocy 200 Kt. Polaris A-3, od 28 września 1964 r. pozostawał na uzbrojeniu amerykańskich okrętów podwodnych typu George Washington, Ethan Allen oraz Lafayette.

## Geneza i opis
2 czerwca 1964 roku, strategiczny okręt podwodny USS „George Washington” (SSBN-598) typu George Washington powrócił do bazy Charleston w Karolinie Południowej, gdzie wyładowano z niego pociski Polaris A-1 w przygotowaniu do planowego remontu, który miał przejść w Electric Boat w Groton w stanie Connecticut. W ten sposób zakończono rozpoczętą w listopadzie 1960 roku służbę tego okrętu z wyposażeniem w postaci pocisków Polaris A-1. Ostatnim okrętem typu George Washington który zakończył służbę z pociskami tego modelu był USS „Abraham Lincoln” (SSBN-602), z którego wyładowano pociski A-1 14 października 1965 roku. Z tym dniem, Polaris A-1 oficjalnie zakończyły służbę w amerykańskiej marynarce wojennej. Kolejno powracające do służby po przeprowadzeniu rutynowych remontów okręty typu SSBN598, wyposażano już w nowe pociski Polaris A-3.
Pociski Polaris A-1 od początku ich programu traktowane były jako pociski przejściowe, opracowywanie których zmierzało jedynie do jak najszybszego wprowadzenia do służby morskich pocisków balistycznych na paliwo stałe. Toteż mimo iż program A-1 (a także Polaris A-2) przebiegał zgodnie z założonym harmonogramem, już w 1959 roku SPO rozpoczęło prace nad pociskiem następnej generacji. Początkowo oczywistym celem wydawało się zwiększenie zasięgu pocisku oraz zwiększenie głowicy, wkrótce jednak szef operacji morskich (CNO) zaczął rozważać możliwość osiągnięcia przez system zdolności do wykonywania uderzeń typu counterforce, czyli ataku na siły jądrowe Związku Radzieckiego, co zrównałoby system FBM z możliwościami systemu balistycznego ICBM sił powietrznych. W tym czasie szereg jednak przyczyn złożyło się na to, że zamierzenia CNO nie były możliwe do realizacji. Pierwszą z nich było moratorium Stanów Zjednoczonych na testy jądrowe, co uniemożliwiło testowanie głowic, a jedynymi dostępnymi większymi głowicami były głowice sił powietrznych. Drugą okolicznością był fakt, że Związek Radziecki (podobnie jak i Stany Zjednoczone) zaczął rozwijać system obrony antybalistycznej. Ostatnia okoliczność spowodowała, iż dostrzeżono konieczność przeciwdziałania sowieckiej obronie antybalistycznej zarówno poprzez opracowanie pakietu penetration aids PX-1, jak też instalację w pociskach A-3 trzech wystrzeliwanych na jeden cel głowic MRV. Opracowany przez Lockheeda pakiet PX-1 zawierał sześć głowic pozornych, urządzenia zakłócające fazy środkowej lotu pocisku balistycznego oraz elektroniczne urządzenia zakłócające fazy powrotnej. Od lipca 1963 do lipca 1964 roku wyprodukowano 221 pakietów PX-1. Pakiet ten uważano za udany, jednakże wystąpiły pewne problemy z bateriami, skutkujące zmniejszonym stopniem pewności co do niezawodności pakietu; instalacja PX-1 ograniczała też zasięg pocisku. Istniała też pewna niechęć do różnicowania konfiguracji pocisków w siłach FBM. Ostatecznie, pakiet zainstalowano w pociskach jedynie kilku okrętów. SPO dążyło pierwotnie do umożliwienia A-3 przenoszenia jednej głowicy o mocy 1 MT bez użycia głowic, które nie były wcześniej testowane bądź pochodziły z programu sił powietrznych. Zamiast jednak zastosowania pojedynczej głowicy jak w pociskach A-1 i A-2, SPO dokonała technologicznego przełomu w rozwoju systemów MRV (Multiple Reentry Vehicle), zastępując 1 głowicę o mocy 1 MT trzema głowicami MRV W58 o mocy 200 Kt, które zapewniły jej megatonowy ekwiwalent. Trzy przenoszone przez A-3 głowice, separowały się z pocisku w taki sposób, aby ich miejsca eksplozji tworzyły razem wzór trójkąta. Wywołany trzema eksplozjami o mocy 200 kiloton podmuch powietrza, tworzyć miał nadciśnienie które uważano za niezbędne do zniszczenia budynków (siedem funtów na cal kwadratowy (0,49 kG na cm²)) na obszarze odpowiadającym obszarowi rażenia nadciśnienia powstałego z wybuchu jednej głowicy o mocy 1 megatony.
W związku z obserwowanym rozwojem radzieckiego systemu antybalistycznego (ABM) Galosz, głowice Mk.2 pocisków A-3 zaopatrzono w układy elektroniczne o zwiększonej odporności na impuls elektromagnetyczny (EMP) opracowane w programie „Topsy”. Modyfikacjom mającym na celu ułatwienie pociskowi pokonywania radzieckiego systemu ABM poddano również układ naprowadzania pocisku. Wszystkie te zmiany zmierzały do zapewnienia ochrony zarówno przed bezpośrednią radiacją nuklearną, jak też efektem EMP. W tym celu oryginalne pociski A3P pod koniec lat sześćdziesiątych zastąpiono pociskami A3T.